# 當年情
《當年情》，1986年電影《英雄本色》張國榮主唱的主題曲，由顧嘉煇作編曲，黃霑填詞。除了片尾的人聲版，樂曲亦變奏成純音樂，用於電影的煽情場景。

同年10月收錄於張國榮的粵語專輯《愛火》中，並拍攝音樂錄影帶；及後再收錄於國語專輯《英雄本色當年情》，並由台灣詞人詹德茂重新填詞。

## 背景
《英雄本色》導演吳宇森於黃霑病逝後憶述，他倆識於1974年參與拍攝電影《鬼馬雙星》時，當時二人尚未發跡，並一見如故；十多年後黃霑免費為此曲填詞，以紀念他們的友情。

## 樂曲特色
歌曲結構為前奏–A1–A2–B1–B2–間奏–A3–B1–B2–尾聲。

4/4拍子，多番使用十六分音符，速度平穩。

音域為減十一度。

前奏和主歌在降E大調和C小調這兩個關係大小調間游走，和弦色彩豐富。
編曲方面則為流行曲標準配置，即以電子琴、電子合成器、結他、套鼓等為基礎。副旋律和前奏、間奏及尾聲的旋律則強調口琴和弦樂，口琴渲染惆悵的感覺，弦樂推進樂曲情緒，使「溫柔」的主歌過渡至「豪邁激情」的副歌。

## 評價
普遍認為此曲歌頌了江湖間的兄弟情義 
；但詞評人楊熙推測儘管這是黑幫江湖電影的主題曲，黃霑卻仍想寫情歌，於是使用了暖昧含糊的措辭；除了「通電」一詞，流露了言情的痕跡。
詞評人朱耀偉認為歌詞跟黃霑的《親情》和《真情細說》相近，「友情親情都是典型化的溫馨送暖」，是大眾容易接受的簡單寫法，但意境不深。
樂評人游威認為此曲跳出顧嘉煇一貫的小調格式，電影感十足。

## 獎項榮譽
- 第九屆十大中文金曲頒獎音樂會－十大中文金曲

- 第四屆十大勁歌金曲頒獎典禮－十大勁歌金曲、最佳作曲獎、最佳編曲獎

## 延伸
在韓國，由於電影本身的流行，以及張國榮的人氣，《當年情》也為人所熟識
。2014年4月，韓國最大的廣播電視台KBS評出韓國人最難忘的六大影視金曲，此曲排行第五。2019年，韓國電影《雞不可失》引為結尾槍戰場景的背景音樂（原唱版）。
另外，張國榮身故後，此曲常用作致敬紀念：
- 張學友、劉德華、黎明、郭富城（2003年第22屆香港電影金像獎張國榮悼念環節）
- 古天樂、古巨基（張國榮60歲誕辰紀念曲）
- 宋仲基（2012年Mnet亞洲音樂大獎頒獎禮開場的張國榮致敬環節）[13]
- 李準基（2017年李準基亞洲巡迴演唱會香港站致敬張國榮[14]）
- 周吉佩   (2023年情牽煇黃經典演唱會)